# Gladiola
Gladiola er en amerikansk stumfilm fra 1915 af John H. Collins.

## Medvirkende
- Viola Dana som Gladiola Bain.
- Charles Sutton som Tracy Bain.
- Jessie Stevens som Maria.
- Robert Conness som Ned Williams.
- Pat O'Malley som Abner.